# 도이체 아이스하키 리가

도이체 아이스하키 리가(Deutsche Eishockey Liga, DEL, 데에엘)은 독일의 최상위 프로 아이스하키 리그이다. 1957년 설립된 아이스하키-분데스리가를 승계하여 1994년에 재발족하였다. 2014년 현재 총 14개 팀이 참여하고 있다.

## 역사
아이스하키-분데스리가는 기존 오버리가의 역할을 대신하기 위해 1957년 독일연방공화국에서 설립되었다. 도이체 아이스하키 리가는 1947년에 다시 아이스하키-분데스리가를 대체하였으며, 한때 공식 로고에 '디 에르스테 분데스리가'(Die 1. Bundesliga)라는 명칭도 함께 사용하였으나 2012년부터 약자 DEL만 표기하고 있다.
기존의 아이스하키-분데스리가는 상하위 2개 리그로 분할되어있었고, 많은 팀들이 부채에 시달리고 있었다. 다수의 투자자들은 상위 디비전에 있던 강한 팀들을 선호하였고, 팬과 투자자들은 상위 디비전에 있던 팀들의 강등을 막기 위해 선수들에게 더 투자하여 도이체 아이스하키 리가가 결성되기 전 2년 동안 예산이 25퍼센트 증가해왔다. 아이스하키-분데스리가의 마지막 시즌이였던 1993-1994년에는 11개 팀만이 하위 디비전에 참여하길 원했고, 시즌 중간과 후에도 두개 팀이 도산하였다. 당시 독일 대중의 아이스하키 인기는 매우 낮았고, 안정적인 투자를 유치할 수 없었다. 결국 21개 중 20개 팀이 새로운 리그를 결성하는데 찬성하여 '도이체 아이스하키 리가 유한회사'가 설립되었다.
DEL은 소속 팀들이 경영에 참여하는 첫 독일 프로 스포츠 리그가 되었다. DEL은 미국의 내셔널 하키 리그(NHL)처럼 리그간 승격강등 제도를 없에 안정적인 리그를 만드는 데에 첫 목표를 두었다. 또한 DEL에 참여하는 팀들은 팀 유지 관리를 위한 규칙들을 수용해야한다. 아이스하키-분데스리가의 상위 디비전에 있던 12개 팀과 하위 디비전의 6개 팀이 첫 설립팀이 되었다. 새 리그는 출범과 함께 크롬바허 맥주 양조 회사와 계약을 체결하고 새 리그 로고를 제작하였다.
기존 리그에서 겪었던 재정적 문제 해결은 리그 초기에 여전히 가시화되지 못했던 점이 있다. 아이스하키-분데스리가의 마지막 리그 우승팀이였던 EC Hedos München은 1994년 12월에 파산하였다. DEL의 회장 프란츠 호프헤어는 새 리그의 결성과 함께 해당 팀에 참여 라이센스를 승인한바 있는데, 제대로된 사전 재정 검증이 없었다는 무수한 비판을 받았다.
1995년 유럽재판소의 축구 리그와 관련된 판결은 아이스하키 리그에도 영향을 미쳤다. 아이스하키-분데스리가는 절대 다수 독일 국적의 선수들로 이루어져있었으나, 같은 유럽연합 회원국 출신의 선수들은 외국인 선수 쿼터에 포함되지 않는다는 판례에 따라 다양한 출신의 선수들을 영입하는 계기가 되었다. 1995-1996년 시즌에는 97명의 유럽 연합 출신 선수들이 DEL에서 활동하였다. 이는 즉시 팀내 예산 절감 효과를 가져왔다. 그러나 반대로 몇몇 팬들의 반감을 사기도 하는 부작용을 초래하였다.

## 시즌

### 역대 우승 팀
- 1994–95 쾰르너 하이에
- 1995–96 뒤셀도르프 EG
- 1996–97 아들러 만하임
- 1997–98 아들러 만하임
- 1998–99 아들러 만하임
- 1999–00 뮌헨 바론스
- 2000–01 아들러 만하임
- 2001–02 쾰르너 하이에
- 2002–03 크레펠트 핑귀네
- 2003–04 프랑크푸르트 라이온스
- 2004–05 아이스베렌 베를린
- 2005–06 아이스베렌 베를린
- 2006–07 아들러 만하임
- 2007–08 아이스베렌 베를린
- 2008–09 아이스베렌 베를린
- 2009–10 하노버 스콜피온스
- 2010–11 아이스베렌 베를린
- 2011–12 아이스베렌 베를린
- 2012–13 아이스베렌 베를린
- 2013–14 ERC 인골슈타트